# زينكيف
زينكيف (Зіньків) هي مدينة في مقاطعة بولتافسكا في أوكرانيا.
يبلغ عدد سكانها حوالي 9938 نسمة.

## معرض صور

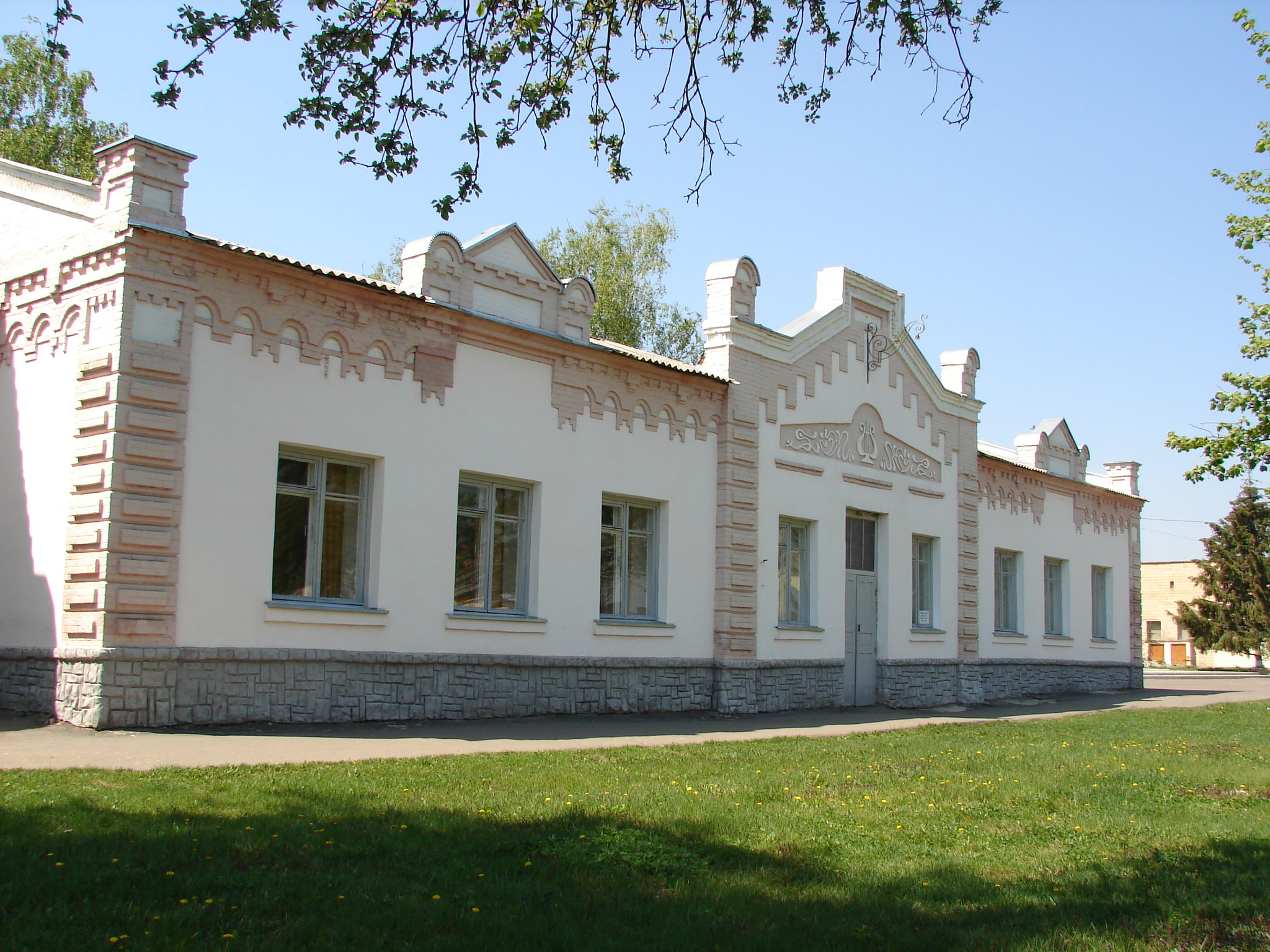
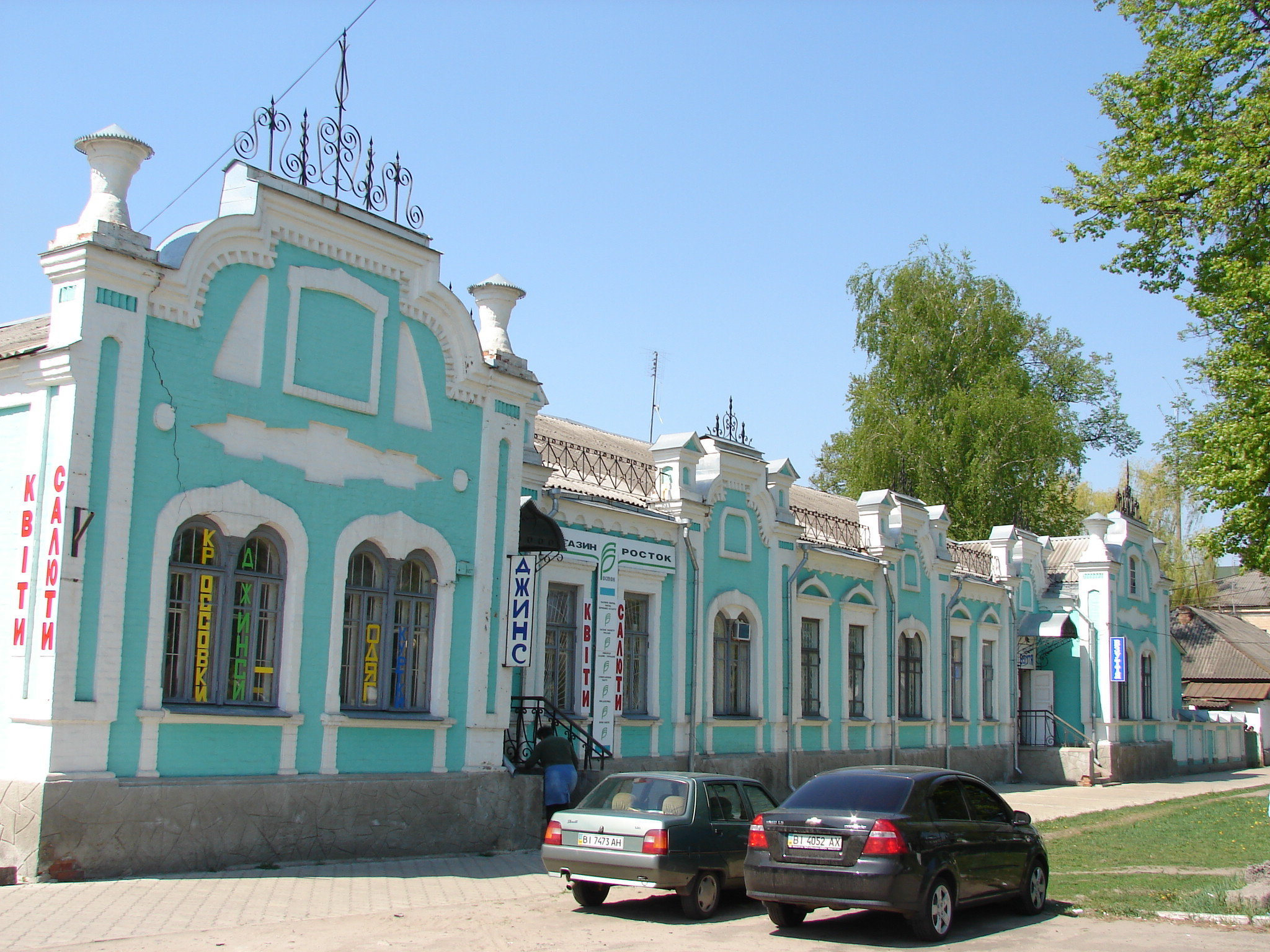
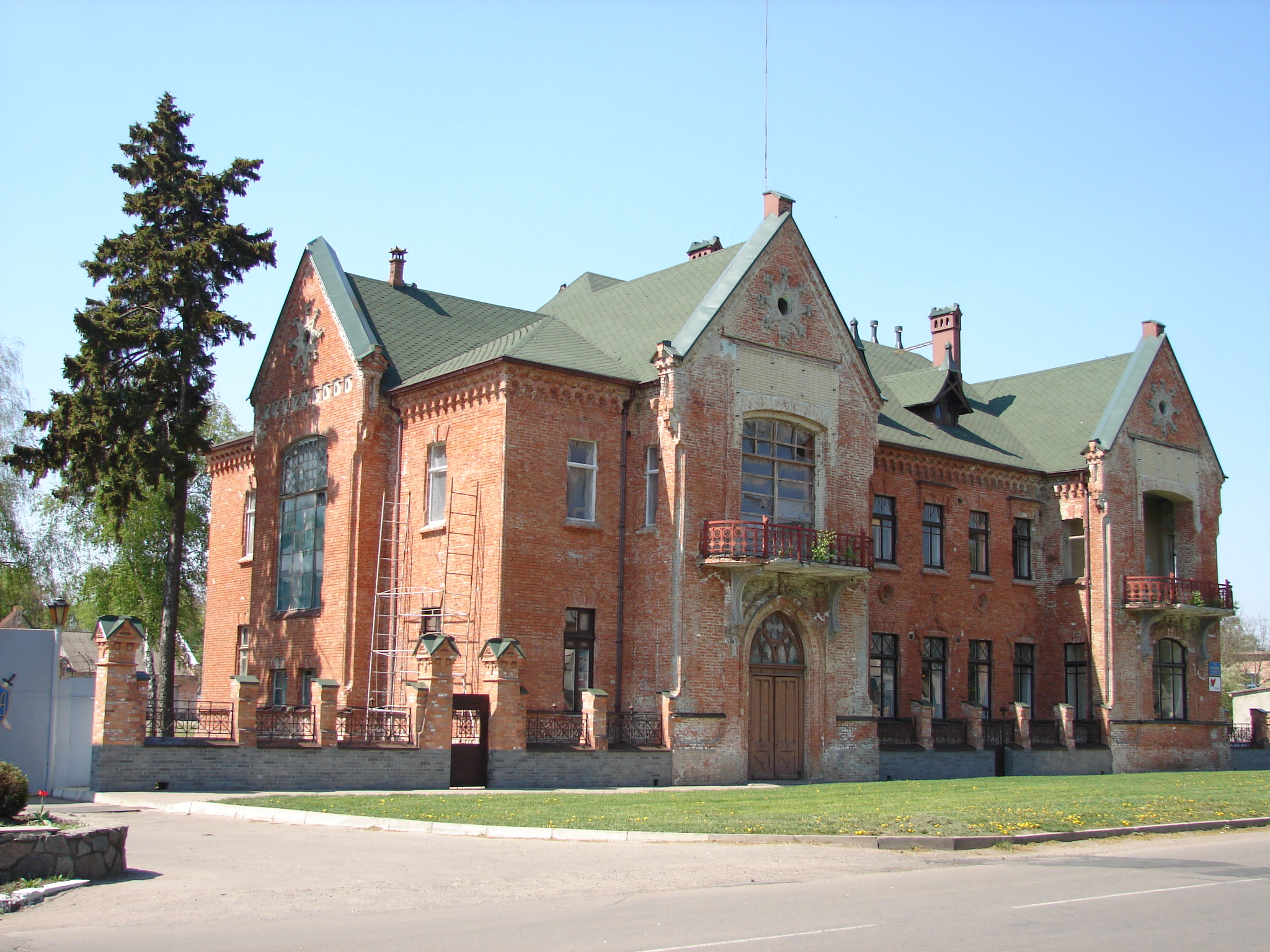